# Emiliano Marcondes
Emiliano Marcondes Camargo Hansen (Hvidovre, 9 maart 1995) is een Deens-Braziliaans voetballer die doorgaans speelt als middenvelder. In oktober 2024 tekende hij voor Norwich City.

## Clubcarrière
Marcondes speelde in de jeugd van Hvidovre IF en kwam daarna in de opleiding terecht van FC Nordsjælland. Hij maakte zijn debuut in het eerste elftal op 7 april 2013. Op die dag werd door treffers van Lasse Petry en Morten Nordstrand met 0–2 gewonnen op bezoek bij AC Horsens. Marcondes mocht in de basis beginnen en hij werd door coach Kasper Hjulmand na drieënzestig minuten gewisseld ten faveure van Anders Christiansen. Op 11 mei 2014 maakte de middenvelder zijn eerste doelpunt. Jens Larsen opende die dag de score op bezoek bij Viborg FF, waarna Marcondes de voorsprong verdubbelde. Joshua John maakte er voor rust nog 0–3 van en door een benutte strafschop van Thomas Dalgaard werd het uiteindelijk 1–3. In het seizoen 2016/17 kwam Marcondes tot twaalf doelpunten uit vijfentwintig wedstrijden. In de eerste helft van het seizoen 2017/18 scoorde hij zeventienmaal in negentien competitieduels.
In januari 2018 nam Brentford hem transfervrij over. Bij de Engelse club ondertekende de Deen een verbintenis voor de duur van drieënhalf jaar. In september 2019 werd Marcondes voor vier maanden gehuurd door FC Midtjylland. In de zomer van 2021 verliep de verbintenis van Marcondes bij Brentford en daarop verliet hij de club. Een kleine maand later tekende de aanvaller voor twee seizoenen bij Bournemouth. Zijn oude club FC Nordsjælland nam Marcondes in januari 2023 op huurbasis over, voor het restant van het seizoen. Na zijn terugkeer kwam hij een half seizoen niet in actie bij Bournemouth, waarna hij tot het einde van de jaargang gestald werd bij Hibernian. Na deze verhuurperiode vertrok Marcondes definitief bij Bournemouth. Hierop zat hij een tijdje zonder club, voor hij in oktober tot het einde van het seizoen 2024/25 bij Norwich City tekende.

## Clubstatistieken
| Seizoen | Club              | Competitie     | Competitie | Competitie | Beker | Beker | Internationaal | Internationaal | Totaal | Totaal |
| Seizoen | Club              | Competitie     | Wed.       | Dlp.       | Wed.  | Dlp.  | Wed.           | Dlp.           | Wed.   | Dlp.   |
| ------- | ----------------- | -------------- | ---------- | ---------- | ----- | ----- | -------------- | -------------- | ------ | ------ |
| 2012/13 | FC Nordsjælland   | Superligaen    | 3          | 0          | 0     | 0     | 0              | 0              | 3      | 0      |
| 2013/14 | FC Nordsjælland   | Superligaen    | 11         | 1          | 1     | 0     | 3              | 0              | 15     | 1      |
| 2014/15 | FC Nordsjælland   | Superligaen    | 24         | 5          | 0     | 0     | —              | —              | 24     | 5      |
| 2015/16 | FC Nordsjælland   | Superligaen    | 30         | 2          | 0     | 0     | —              | —              | 30     | 2      |
| 2016/17 | FC Nordsjælland   | Superligaen    | 25         | 12         | 0     | 0     | —              | —              | 25     | 12     |
| 2017/18 | FC Nordsjælland   | Superligaen    | 19         | 17         | 1     | 1     | —              | —              | 20     | 18     |
| 2017/18 | Brentford         | Championship   | 12         | 0          | 1     | 0     | —              | —              | 13     | 0      |
| 2018/19 | Brentford         | Championship   | 13         | 0          | 0     | 0     | —              | —              | 13     | 0      |
| 2019/20 | Brentford         | Championship   | 4          | 0          | 1     | 0     | —              | —              | 5      | 0      |
| 2019/20 | → FC Midtjylland  | Superligaen    | 12         | 2          | 0     | 0     | —              | —              | 12     | 2      |
| 2019/20 | Brentford         | Championship   | 24         | 3          | 2     | 1     | —              | —              | 26     | 4      |
| 2020/21 | Brentford         | Championship   | 34         | 2          | 6     | 1     | —              | —              | 40     | 3      |
| 2021/22 | Bournemouth       | Championship   | 17         | 2          | 4     | 3     | —              | —              | 21     | 5      |
| 2022/23 | Bournemouth       | Premier League | 1          | 0          | 2     | 2     | —              | —              | 3      | 2      |
| 2022/23 | → FC Nordsjælland | Superligaen    | 8          | 3          | 3     | 1     | —              | —              | 11     | 4      |
| 2023/24 | Bournemouth       | Premier League | 0          | 0          | 0     | 0     | —              | —              | 0      | 0      |
| 2023/24 | → Hibernian       | Premiership    | 15         | 3          | 2     | 0     | —              | —              | 17     | 3      |
| 2024/25 | Norwich City      | Championship   | 1          | 0          | 0     | 0     | —              | —              | 1      | 0      |
| Totaal  | Totaal            | Totaal         | 253        | 52         | 23    | 9     | 3              | 0              | 279    | 61     |

Bijgewerkt op 10 oktober 2024.